# Tenaris
Tenaris S.A. è il maggior produttore e fornitore a livello globale di tubi e servizi per l'esplorazione e la produzione di petrolio e gas.
È quotata al NYSE, nell'indice FTSE MIB della Borsa Italiana, alla Bolsa de Comercio de Buenos Aires e alla Bolsa Méxicana de Valores di Città del Messico.

## Storia
Tenaris nasce nel 2002, quando il gruppo Techint decise di raggruppare tutte le sue attività nella produzione di tubi in acciaio in un'unica società. Così Dalmine (Italia), Siderca (Argentina), Tamsa (Messico), NKKTubes (Giappone), AlgomaTubes (Canada), Tavsa (Venezuela), Confab (Brasile), Siat (Argentina), vennero riunite sotto il marchio Tenaris. Il nuovo marchio venne posto accanto ai marchi storici dando vita a TenarisDalmine, TenarisSiderca, TenarisTamsa e molti altri.
In realtà il marchio Tenaris era nato già un anno prima e aveva preso il posto di DST, il marchio acronimo delle tre principali realtà del gruppo: Dalmine, Siderca e Tamsa. Tenaris SA è dunque una holding che raggruppa alcune società del gruppo Techint, fondato nel 1945 dal milanese Agostino Rocca, emigrato in Argentina dopo la guerra. Nel 2004 Tenaris acquisisce la società romena Silcotub e nel 2006 acquisisce la statunitense Maverick Tube Corp. Pur avendo la sede sociale in Lussemburgo gli impianti di produzione sono dislocati in Argentina, Brasile, Canada, Colombia, Italia, Giappone, Messico, Romania, Stati Uniti e Venezuela.
La crisi del settore della produzione di petrolio e gas ha portato Tenaris a passare da un fatturato di $10.1 miliardi e 27.816 dipendenti nel 2014 a un fatturato di $4.3 miliardi e 19.399 dipendenti nel 2016.
Nel dicembre 2018 i pubblici ministeri argentini hanno chiesto l'arresto  del presidente e AD di Tenaris, Paolo Rocca, nell'ambito dell'inchiesta per corruzione in Argentina legata  a pagamenti di tangenti a esponenti del passato governo dell'ex presidente Cristina Fernández de Kirchner (il cosiddetto caso Notebooks).

## Corporate governance
Presidente e AD: Paolo Rocca
Consiglieri:
- Gianfelice Rocca
- Guillermo Vogel
- Roberto Bonatti
- Carlos Franck
- Bruno Marchettini
- Jaime Serra Puche
- Amedeo Vazquez Y Vazquez
- Roberto Monti

## Azionariato
Tenaris SA è posseduta al 60.4% (sia direttamente che tramite la società controllata interamente detenuta I.I.I. Industrial Investments Inc.) dalla società con sede nelle Antille Olandesi San Faustin N.V., posseduta al 100% dalla finanziaria di famiglia Rocca Rocca&Partners S.A.